# Chelidae
Chelidae là một trong ba họ còn sinh sống của rùa phân bộ Pleurodira và thường được gọi là Rùa cổ bên Úc-Nam Mỹ. Họ này được phân bố tại Úc, New Guinea, một phần của Indonesia, và hầu hết Nam Mỹ. Đó là một họ lớn với một lịch sử hóa thạch quan trọng có niên đại từ kỷ Phấn trắng.

## Phân loại
Họ Chelidae có chứa khoảng 60 loài trong khoảng 20 chi:
Phân bộ Pleurodira
- Họ Pelomedusidae
- Họ Podocnemididae
- Họ CHELIDAE Gray, 1831[1]
  - Phân họ Chelodininae  Baur 1893[3]
    - Chi †Birlimarr Megirian and Murray 1999[4]
    - Chi Chelodina Fitzinger 1826 – Australian snake-necked turtles
    - Chi Elseya Gray 1867 – Australian snapping turtles[5]
    - Chi Emydura Bonaparte 1836 – Australian short-necked turtles
    - Chi Elusor, Cann & Legler, 1994[6] – Mary River turtle
    - Chi Flaviemys Le et al., 2013[7] yellow-faced saw-shelled turtles
    - Chi Myuchelys Thomson & Georges 2009[8] – Australian saw-shelled turtles
    - Chi Pseudemydura Siebenrock 1901[9] – western swamp tortoise
    - Chi Rheodytes Legler and Cann, 1980[10] – Fitzroy River Turtles

  - Phân họ Chelinae Gray, 1825[11]
    - Chi Chelus Duméril 1806 – matamata turtles
    - Chi Acanthochelys Gray, 1873[12] – South American side-necked swamp turtles
    - Chi Mesoclemmys – Gibba turtle
    - Chi Phrynops – toad-headed tTurtles
    - Chi Platemys Wagner 1830 – twist-necked turtles
    - Genus Rhinemys – red-headed side-neck turtle
    - Chi †Bonapartemys Lapparent de Broin and de la Fuente 2001[13]
    - Chi †Lomalatachelys Lapparent de Broin and de la Fuente 2001[13]
    - Chi †Prochelidella Lapparent de Broin and de la Fuente 2001[13]
    - Chi †Palaeophrynops Lapparent de Broin and de la Fuente 2001[13]
    - Chi †Parahydraspis Wieland 1923[14]
    - Chi †Linderochelys de la Fuente et al. 2007

  - Phân họ Hydromedusinae Baur, 1893[15]
    - Chi Hydromedusa Wagler 1830 – South American snake-necked turtles
    - Chi †Yaminuechelys de la Fuente et al. 2001